# DR-Baureihe 98.73
Die Deutsche Reichsbahn hat in die Baureihe 98.73 unterschiedliche Bauarten von Lokalbahn-Dampflokomotiven eingeordnet:
- 98 7301 – 98 7307: LAG Nr. 17 ... 49
- 98 7308 – 98 7309: LAG Nr. 59 und 60
- 98 7311 – 98 7312: Sächsische II